# Пьер I де Лабом
Пьер I де Лабом (фр. Pierre I de la Baume; ум. после 1308), сеньор де Валюфен — савойский государственный деятель, бальи Бресса, Бюже и Новалеза.

## Биография
Сын бресского рыцаря Этьена I де Лабома и Мартины де Лабальм. Первый представитель дома де Лабом, занявший государственную должность.
В качестве бальи Бюже впервые упоминается в дарственной картезианскому аббатству Порт в 1298 году. Был в числе сеньоров и дворян Савойи, пообещавших графу Амедею V, что старший сын от брака Эдуарда Савойского с Бланкой Бургундской унаследует графство.
В 1303 году в среду после Рождества Богородицы уладил свой конфликт с Жаном, сеньором де Кюзо. В январе 1308 принес Рено Бургундскому, графу Монбельяра, оммаж за все свои владения в шателении Трамле и в Ла-Басти, а также за Басе, Жену и другие фьефы, которые держал от этого сеньора.

## Семья
Жена: Маргарита де Вассальё (ум. после 1348), дочь Этьена, сеньора де Вассальё, вдова Жослена, сеньора де Гроле, погребена в картезианском аббатстве Мериа
Дети:
- Этьен II де Лабом (ум. после 1363), великий магистр арбалетчиков Франции. Жена: Аликс де Шатийон, дама де Монревель, дочь Рено де Шатийона, сеньора де Монревель
- Веррюкье де Лабом, сеньор де Брос. Штатный советник Амедея VI Савойского, присутствовал в этом качестве при заключении брака названного принца с Жанной Бургундской в 1347 году, и при заключении в том же году союза между Бургундским и Савойским домами. Основатель линии сеньоров де Брос
- Гишар де Лабом (ум. после 1330), декан аббатства Турню
- Этьен де Лабом, каноник, с 1323 декан Лионской церкви
- Сибилла де Лабом. Муж: Этьен, сеньор де Бельрегар во Франш-Конте, сохранилась квитанция о приданом, выданная в январе 1299